# فيراري F1-2000
كانت فيراري F1-2000 سيارة سباق فورمولا 1 قرر فريق فيراري أن يدخل المنافسات من خلالها وتم الاعتماد عليها في موسم 2000 للفورمولا واحد . عمل على تصميم هيكل السيارة العديد من المصممون العمالقة أمثال روري بيرن ، وجورجيو أسكانيلي ، وألدو كوستا ، وماركو فاينيلو ، ونيكولاس تومبازيس ، وجيمس أليسون ، حيث لعب روس براون دورا كبيرا في عملية تصميم وتصنيع السيارة وذلك لأنه كان المدير الفني للفريق, وتلقى مساعدة كبيرة من وباولو مارتينيلي بمساندة جيلز سيمون الذي يقود السيارة. تصميم المحرك وعملياته. كانت السيارة عبارة عن تطوير مباشر لطرازي F300 و F399 من الموسمين السابقين ، باستخدام نفس علبة التروس الأساسية ومحرك جديد بزاوية V أوسع (90 درجات مقابل 75 درجات في المحرك 048) ؛ هذه الزاوية العريضة الجديدة تحسنت وخفضت مركز ثقل السيارة. كما تميزت بالديناميكا الهوائية المحسّنة على F399 بشكل ملحوظ أكثر من الجانب السفلي من منطقة الأنف ، مما جعلها على قدم المساواة مع ماكلارين MP4 / 15 لذلك العام.

## أداء الموسم
تعتبر السيارة نسخة محدثة بشكل كبير عن السيارة التي اطلقها الفريق في الموسم السابق بسبب العديد من التفاصيل التي تم استخدامها في التصميم لجعل القطع أصغر وأنسب لتدفق الهواء بسلاسة. تم إجراء تغييرات تفصيلية على توزيع الوزن لتحسين المناولة وجعل السيارة خفيفة قدر الإمكان. على الرغم من التحسينات ، استخدمت F1-2000 إطاراتها بشكل أقوى من مكلارين ، والتي كانت لا تزال أسرع بشكل هامشي بشكل عام ولكنها كانت أقل موثوقية من منافستها الإيطالية. خضعت السيارة لتطور مستمر. تم استبدال الجناح الأمامي المائل بجناح طائرة مسطح أكثر تقليدية في سباق الجائزة الكبرى للولايات المتحدة وتم تركيب ألواح خشبية أكبر في الوقت المناسب لسباق الجائزة الكبرى الفرنسي.
على الرغم من تراجع الاداء في منتصف الموسم ، قاد مايكل شوماخر F1-2000 إلى لقبه الثالث للسائقين في العالم وأول لقب لفيراري بعد 21 عامًا من الجفاف. كما دافع عن تاج صانعي فيراري ، وكان علامة على بداية هيمنة الفريق طوال النصف الأول من العقد مما جعل عشاق اللعبة يراهنون عليها مثل العاب القمار.

## في الثقافة الشعبية
حصلت سيارة فيراري F1-2000 على شهرة كبيرة بسبب الظهور في لعبة فيديو Codemasters F1 2020 كمحتوى قابل للتنزيل لـ "Deluxe Schumacher Edition".

## نتائج فورمولا 1 كاملة
( مفتاح ) (النتائج بالخط العريض تشير إلى موضع القطب ؛ النتائج بخط مائل تشير إلى اللفة التي سجلت أقصى سرعة)
| سنة  | فريق   | محرك           | الإطارات | السائقين              | 1        | 2      | 3   | 4      | 5   | 6    | 7      | 8      | 9      | 10     | 11     | 12  | 13     | 14     | 15                         | 16  | 17  | نقاط | مجلس الكنائس العالمي |
| ---- | ------ | -------------- | -------- | --------------------- | -------- | ------ | --- | ------ | --- | ---- | ------ | ------ | ------ | ------ | ------ | --- | ------ | ------ | -------------------------- | --- | --- | ---- | -------------------- |
| 2000 | فيراري | فيراري 049 V10 | B        |                       | أستراليا | BRA    | SMR | GBR    | ESP | يورو | MON    | يستطيع | FRA    | AUT    | جير    | هون | BEL    | ITA    | الولايات المتحدة الأمريكية | JPN | MAL | 170  | الأول                |
| 2000 | فيراري | فيراري 049 V10 | B        | </img> مايكل شوماخر   | 1        | 1      | 1   | 3      | 5   | 1    | متقاعد | 1      | متقاعد | متقاعد | متقاعد | 2   | 2      | 1      | 1                          | 1   | 1   | 170  | الأول                |
| 2000 | فيراري | فيراري 049 V10 | B        | </img> روبنز باريكيلو | 2        | متقاعد | 4   | متقاعد | 3   | 4    | 2      | 2      | 3      | 3      | 1      | 4   | متقاعد | متقاعد | 2                          | 4   | 3   | 170  | الأول                |

| الجوائز         | الجوائز                                             | الجوائز         |
| --------------- | --------------------------------------------------- | --------------- |
| سبقه {{{سبقه}}} | مجلة أوتوسبورت Racing Car Of The Year {{{الأعوام}}} | تبعه {{{تبعه}}} |